# 9. srpnja
9. srpnja (9. 7.) 190. je dan godine po gregorijanskom kalendaru (191. u prijestupnoj godini).
Do kraja godine ima još 175 dana.

## Događaji
- 1357. – U Pragu započinje gradnja Karlova mosta
- 1409. – "Sramna prodaja Dalmacije Mletcima 1409."; Ladislav Napuljski prodao je Dalmaciju Mletcima za 100.000 dukata.
- 1810. – Napoleon je službeno proglasio Nizozemsku dijelom svojeg carstva.
- 1816. – Argentina proglasila nezavisnost
- 1875. – U Nevesinju počeo Hercegovački ustanak protiv Osmanskog Carstva
- 1922. – Čovjek je prvi puta preplivao 100 m za manje od jedne minute: 58,6 sec, Peter Janos Weissmuller, poznatiji kao Johnny Weissmüller.
- 1941. – Ubijen je Otokar Keršovani, novinar, kritičar i političar
- 1943. – Počela je Saveznička invazija na Siciliju
- 1991. – Velikosrpski agresori okupirali su i spalili slavonsko selo Ćelije.
- 2001. – Goran Ivanišević osvojio Wimbledon.
- 2002. – Rapuštena je Organizacija afričkog jedinstva, naslijedila ju je Afrička unija
- 2011. – Južni Sudan proglasio neovisnost.
- 2017. – osnovan Građansko-liberalni savez.
- 2025. – Luka Modrić odigrao je posljednju utakmicu za Real Madrid. Tijekom 13 sezona u Realu, Modrić je osvojio ukupno 28 trofeja i postao najtrofejniji igrač u povijesti kluba.

## Rođenja 9. srpnja
- 1578. – Ferdinand II., njemačko-rimski car, ugarsko-hrvatski i češki kralj († 1637.)
- 1840. – Štefan Žemlič, slovenski pisac († 1891.)
- 1879. – Carlos Chagas, brazilski liječnik († 1934.)
- 1913. – Pero Tutavac Bilić, hrvatski publicist († 1985.)
- 1926. – Ben Roy Mottelson, danski fizičar
- 1929. – Lee Hazlewood, američki pjevač i teksopisac († 2007.)
- 1929. – Hasan II., marokanski kralj († 1999.)
- 1931. – Fredi Kramer, hrvatski športski novinar, dužnosnik i publicist († 2020.)
- 1932. – Donald Rumsfeld, američki političar
- 1935. – Mercedes Sosa, argentinska pjevačica († 2009.)
- 1942. – Željko Jandroković, hrvatski rukometaš († 2010.)
- 1941. – Helena Buljan, hrvatska glumica
- 1945. – Dean Koontz, američki književnik
- 1946. – Marko Ruždjak, hrvatski akademik i skladatelj († 2012.)
- 1946. – Bon Scott, škotski pjevač, prvi frontman AC/DC-a († 1980.)
- 1947. – Mitch Mitchell, britanski glazbenik, bubnjar sastava The Jimi Hendrix Experience († 2008.)
- 1947. – O. J. Simpson, bivši igrač američkog nogometa
- 1950. – Viktor Janukovyč, bivši ukrajinski predsjednik
- 1956. – Tom Hanks, američki glumac
- 1964. – Neven Valent, hrvatski operni i koncertni pjevač († 2012.)
- 1964. – Courtney Love, američka pjevačica
- 1964. – Gianluca Vialli, bivši talijanski nogometaš († 2023.)
- 1966. – Robert Ferlin,  hrvatski televizijski i radijski voditelj
- 1982. – Sakon Yamamoto, bivši japanski vozač Formule 1
- 1990. – Fabio i Rafael Pereira da Silva, brazilska braća blizanci i nogometaši
- 1996. – Mirna Mihelčić, hrvatska glumica

## Smrti 9. srpnja
- 230. – Bian, japanska carica majka (* 160.)
- 518. – Anastazije I., bizantski car (* 430.)
- 1441. – Jan van Eyck, flamanski slikar (* 1930.)
- 1654. – Ferdinand IV., hrvatsko-ugarski kralj (* 1633.)
- 1746. – Filip V., španjolski kralj (* 1683.)
- 1797. – Edmund Burke, irski državnik, teoretičar politike i filozof (* 1729.)
- 1850. – Zachary Taylor, američki predsjednik (* 1784.)
- 1850. – Báb, iranski trgovac i osnivač bahaizma (* 1819.)
- 1856. – Amedeo Avogadro, talijanski fizičar i kemičar (* 1776.)
- 1880. – Paul Broca,  francuski antropolog i neurolog (* 1824.)
- 1921. – Marianne Brandt, austrijska operna pjevačica (* 1842.)
- 1938. – Benjamin Nathan Cardozo, američki pravnik (* 1870.)
- 1941. – Božidar Adžija, hrvatski političar i publicist (* 1890.)
- 1941. – Otokar Keršovani, hrvatski publicist, novinar, kritičar i političar (* 1902.)
- 1955. – Adolfo de la Huerta, meksički političar i državnik (* 1881.)
- 2011. – Facundo Cabral, argentinski pjevač, tekstopisac i pisac (* 1937.)

## Blagdani i spomendani
- Dan sestara i vrtića[1]
- bl. Marija Petković
- Dan državnosti u Argentini

## Imendani
- Leticija